# Andreas Trumpp

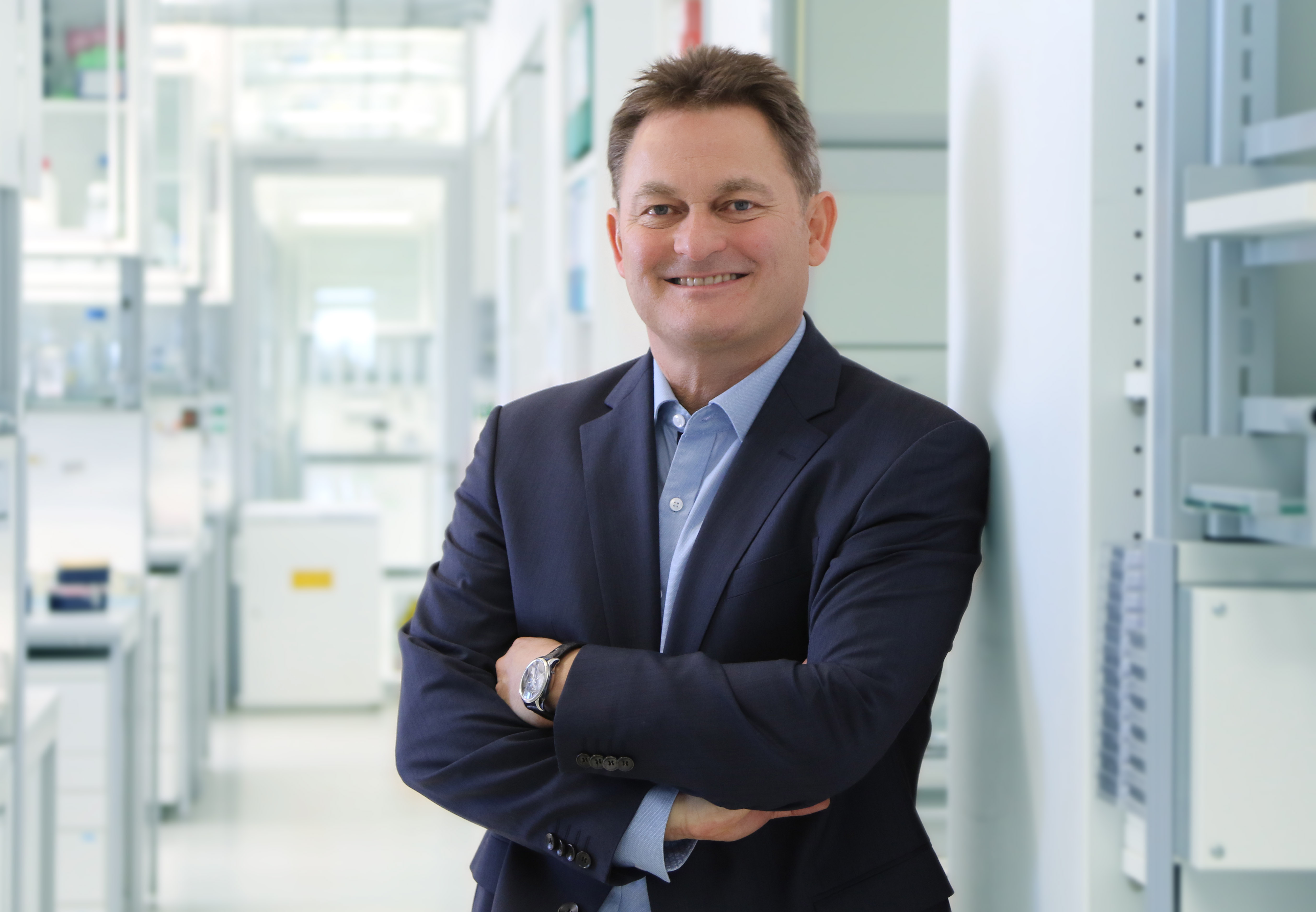
Andreas Trumpp, 2020

Andreas Trumpp (* 6. März 1964 in Heilbronn) ist ein deutscher Biologe und Krebsforscher. Seit 2008 leitet er am Deutschen Krebsforschungszentrum (DKFZ) die Abteilung Stammzellen und Krebs. Außerdem leitet er das Heidelberger Institut für Stammzell-Technologie und Experimentelle Medizin gGmbH (HI-STEM gGmbH), eine Gemeinschaftseinrichtung der Dietmar Hopp-Stiftung und des DKFZ.
Die Forschungsschwerpunkte von Andreas Trumpp liegen im Einsatz der Stammzellforschung zur Entwicklung von neuen Behandlungsstrategien gegen Krebs. Er befasst sich dabei insbesondere mit blutbildenden Stammzellen und Mechanismen und Veränderungen des hämatopoetischen Systems, welches für hämatologische Erkrankungen, wie z. B. Leukämien, verantwortlich sind. Daneben beschäftigt er sich mit Fragen der Therapieresistenz von Krebszellen sowie mit Mechanismen, die zu einer metastatischen Ausbreitung von soliden Tumoren führen.

## Leben
Nachdem Studium der Biologie an den Universitäten in Erlangen und Freiburg promovierte Andreas Trumpp 1992 im European Molecular Biology Laboratory (EMBL) in Heidelberg. Von 1993 bis 2000 forschte er als Postdoc an der Universität von Kalifornien in San Francisco im Labor des Nobelpreisträgers J. Michael Bishop. 2000 wurde er als Forschungsgruppenleiter an das Swiss Institute for Experimental Cancer Research (ISREC) in Epalinges/Lausanne berufen, 2005 außerdem zum Assistenzprofessor an die École Polytechnique Fédérale de Lausanne.
Nach seiner Berufung als Leiter der Abteilung „Stammzellen und Krebs“ im Deutschen Krebsforschungszentrum wurde er 2008 Gründungsdirektor des Heidelberger Institut für Stammzell-Technologie und Experimentelle Medizin gGmbH (HI-STEM gGmbH). HI-STEM wurde 2008 als Public-Private Partnership des DKFZ und der Dietmar Hopp-Stiftung gegründet. Deren Ziel ist es, durch hochkarätige Grundlagenforschung an normalen und bösartigen Stammzellen neue Ansätze für die Diagnose und Therapie von Krebserkrankungen zu entwickeln.
2013 war er einer der drei Gründer des Deutschen Stammzellnetzwerks (GSCN) in dem er auch Mitglied des geschäftsführenden Vorstandes ist. Außerdem ist er seit 2016 Sprecher des Forschungsschwerpunkts Zell- und Tumorbiologe des DKFZ und Co-Direktor der DKFZ-ZMBH-Allianz sowie Mitglied im Direktorium des Nationalen Centrums für Tumorerkrankungen (NCT). Seit 2018 ist er auch Vorstandsmitglied in der „European Association of Cancer Research - EACR“.
Andreas Trumpp ist verheiratet und hat drei Kinder.

## Forschung
Zu den wichtigsten Forschungsleistungen von Trumpp zählt die Entdeckung so genannter „schlafender“ Stammzellen. Dieser Zustand schützt die Stammzellen vor Schädigungen die zu Krebs führen kann, macht bösartige Krebsstammzellen aber auch resistent gegenüber Krebstherapien. Seine Arbeiten zu Brustkrebs führte zur Entdeckung von bösartigen Krebsstammzellen, die im Blut zirkulieren und für die metastatische Ausbreitung im Körper verantwortlich sind. Beim Bauchspeicheldrüsenkrebs wiederum, der bislang kaum erfolgreich behandelt werden kann, fanden Forscher um Andreas Trumpp und Martin Sprick heraus, wie die Tumorzellen Resistenz gegen bestimmte Krebsmedikamente entwickeln.
Im Rahmen seiner Arbeiten zu Ansatzpunkten für neue Therapien bei der Akuten Myeloischen Leukämie (AML) konnte Trumpp einen neuen Zusammenhang zwischen Veränderungen im Aminosäurestoffwechsel von Krebszellen und epigenetischen Veränderungen aufdecken. Für das Krebsgen MYC entdeckte Trumpp mit Kollegen einen komplexen „Super-Enhancer“, dessen Aktivität für das Therapieansprechen und die Resistenzentwicklung mitverantwortlich ist. Gemeinsam mit Claudia Lengerke und Helmut Salih konnte das Labor von Trumpp zeigen, wie sich Krebsstammzellen bei AML vor dem Immunsystem verbergen können und wie diese Tarnung therapeutisch aufgehoben werden könnte.

## Auszeichnungen
- Deutscher Krebspreis 2020 (experimenteller Teil)[12]
- Landesforschungspreis Baden-Württemberg (2018)[13]
- Swiss Bridge Award für Erforschung von Brustkrebs-Stammzellen (2015)[14]
- Till and McCulloch Award by the International Society of Experimental Hematopoiesis (ISEH, 2015)[15]
- EMBO Young Investigator Award (2002)

## Publikationen
Trumpp veröffentlichte bisher über 200 wissenschaftliche Artikel in Fachzeitschriften, darunter zahlreiche Publikationen in international hochkarätigen Zeitschriften wir Nature, Science, Cell, Nature Medicine oder Cell Stem Cell. 2019 wurde er von der Web of Science Group als Highly Cited Researcher ausgezeichnet, ein Prädikat für die führenden ein Prozent der weltweit meistzitierten Forscher ihrer jeweiligen Fachgebiete.